# Seven Seas of Rhye
„Seven Seas of Rhye“ е песен на британската рок група Куийн. Тя е написана от водещия вокалист на Куийн Фреди Меркюри, и присъства в дебютния албум на групата Queen от 1973 година, както и във втория техен албум Queen II от 1974. Въпреки това, само по-слабо развитата инструментална версия е поместена в първия албум. Завършената версия е издадена, като трети сингъл на групата. „Seven Seas of Rhye“ е включена в компилацията Greatest Hits, с изключение на някои версии, където се среща песента „Keep Yourself Alive“. След като групата прави изпълнението си в „Top Of The Pops“, песента става първият им хит, достигнал номер десет в британската класация за сингли.

## Състав
- Фреди Меркюри: водещи и беквокали, пиано
- Брайън Мей: китари, беквокали, пиано
- Роджър Тейлър: барабани, перкусия, беквокали,
- Джон Дийкън: бас